# Hugo Lloris
Hugo Lloris (n. 26 decembrie 1986, Nisa, Franța) este un fotbalist francez, care joacă pe post de portar la Los Angeles în Major League Soccer. Pe plan internațional, are prezențe la națională pentru Franța U18⁠(d), Franța U19⁠(d), Franța U20⁠(d), Franța U21⁠(d) și Franța.